# Red Dehnert
Robert E. "Red" Dehnert (Nueva York; 24 de enero de 1924 - San Francisco; 23 de septiembre de 1994) fue un jugador y entrenador de baloncesto estadounidense que disputó una temporada en la BAA. Con 1,91 metros de estatura, jugaba en la posición de alero.

## Trayectoria deportiva

### Universidad
Jugó durante su etapa universitaria con los Lions de la Universidad de Columbia, siendo el primer jugador de dicha institución en llegar a jugar en la BAA o la NBA.

### Profesional
En 1946 fichó por los Providence Steamrollers de la recién creada BAA, con los que disputó diez partidos, en los que promedió 1,4 puntos.

#### Estadísticas en la BAA

##### Temporada regular
| Temporada | Edad | Equipo                  | Liga | Pos. | P  | TC  | TCA | %TC  | TL  | TLA | %TL  | ASIS | FP  | PTS |
| 1946-47   |      | Providence Steamrollers | BAA  |      | 10 | 0.6 | 1.5 | .400 | 0.2 | 0.6 | .333 | 0.0  | 0.8 | 1.4 |
| Total     |      |                         | BAA  |      | 10 | 0.6 | 1.5 | .400 | 0.2 | 0.6 | .333 | 0.0  | 0.8 | 1.4 |